# Удомсай
Удомсай (ອຸດົມໄຊ) — провінція (кванг) на півночі Лаосу. Межує з Китаєм (на півночі), а також провінціями Пхонгсалі (на північному сході), Луангпхабанг (на сході і південному сході), Сайнябулі (на півдні), Бокеу (на заході) і Луангнамтха (на північному заході). Ділянка кордону з Китаєм становить усього 15 км. Рельєф провінції переважно гористий.

## Населення
| 1995    | 1996    | 2005    | 2013    |
| ------- | ------- | ------- | ------- |
| 211 927 | 211 300 | 264 830 | 307 996 |

## Адміністративний поділ
Провінція розділена на такі райони:
- Бенг (4-05)
- Хун (район) (4-06)
- Ла (район) (4-02)
- Намо (4-03)
- Нга (4-04)
- Пакбенг (4-07)
- Сай (район) (4-01)